# プチフル!
プチフル!は、HBCラジオで2010年4月11日から9月27日まで放送されていたラジオ番組。

## 放送時間
- 毎週月曜日：18:30-19:00（生放送）

## パーソナリティ
- MAYU
- 渕上紘行（HBCアナウンサー）
- 水野善公（HBCアナウンサー）

渕上と水野は週代わりで、どちらか1名が担当する。

## 概要
- ナイターオフ期間に放送している「HBCミュージックナイター「フルカウント!」」でアシスタントを担当していたMAYUをメインに据えたトーク中心の番組。一種のスピンオフといえる。
- パートナーを務める渕上・水野はMAYUよりも多少年上であることに加え、最新の音楽事情などに弱いこともあり、MAYUから「おいたん」「おじちゃん」と呼ばれている。

## 主なコーナー
- 週刊見出しチェック
  - 気になる雑誌などから、注目の見出しと内容を紹介。主に女性誌など。
- お父さんのためのベストテン講座
  - 「ベストテンほっかいどう」の最新ランキングを紹介。渕上・水野がついていけない場合は、MAYUが曲やアーティストについて説明を加える。